# Baumeister und Künstler im Kloster Dobbertin

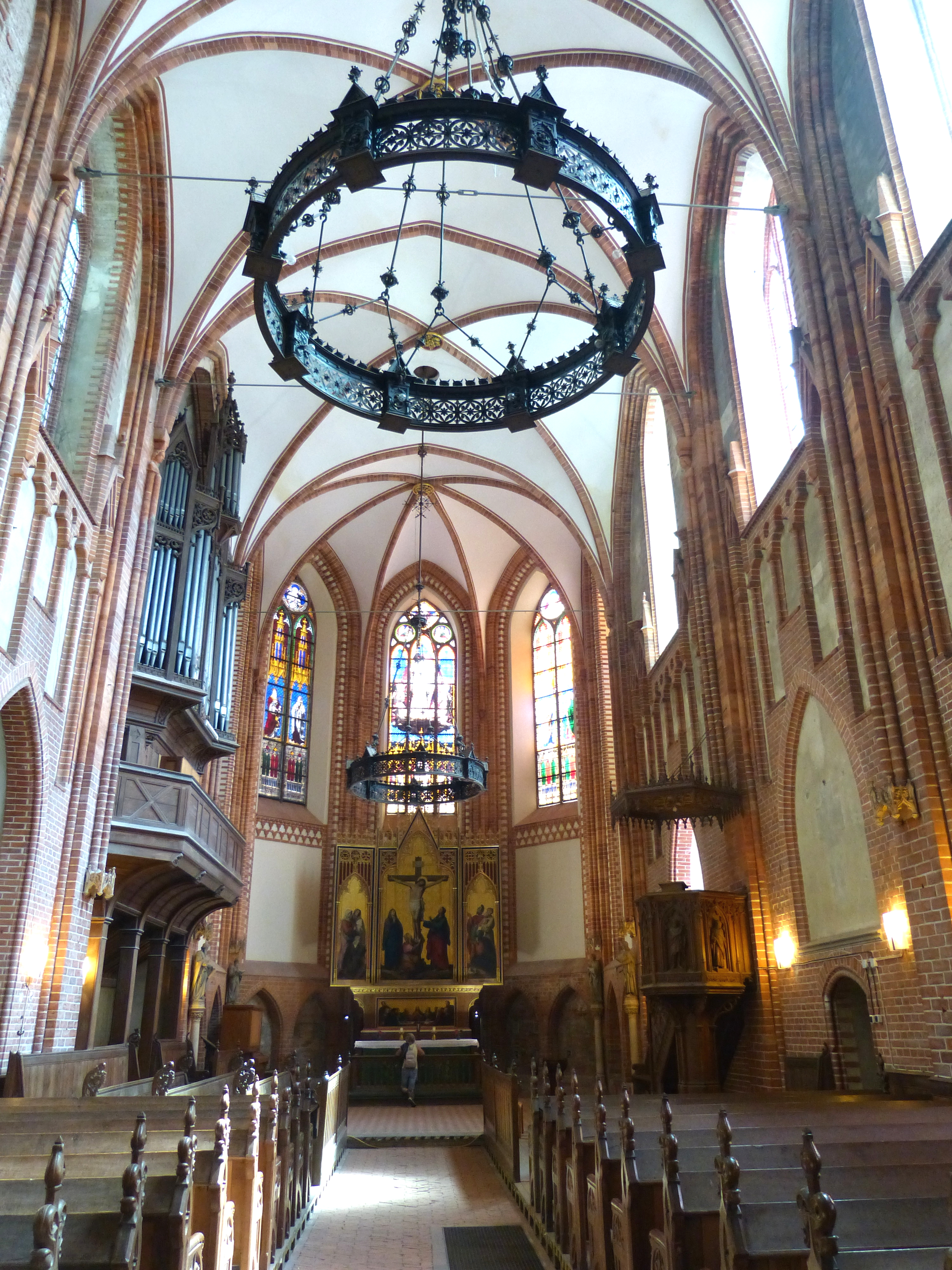
Klosterkirche (201)

Diese Liste verzeichnet die Baumeister und Künstler im Kloster Dobbertin, die über Jahrzehnte an den Bauten des Klosters mitgewirkt haben.

## Namen

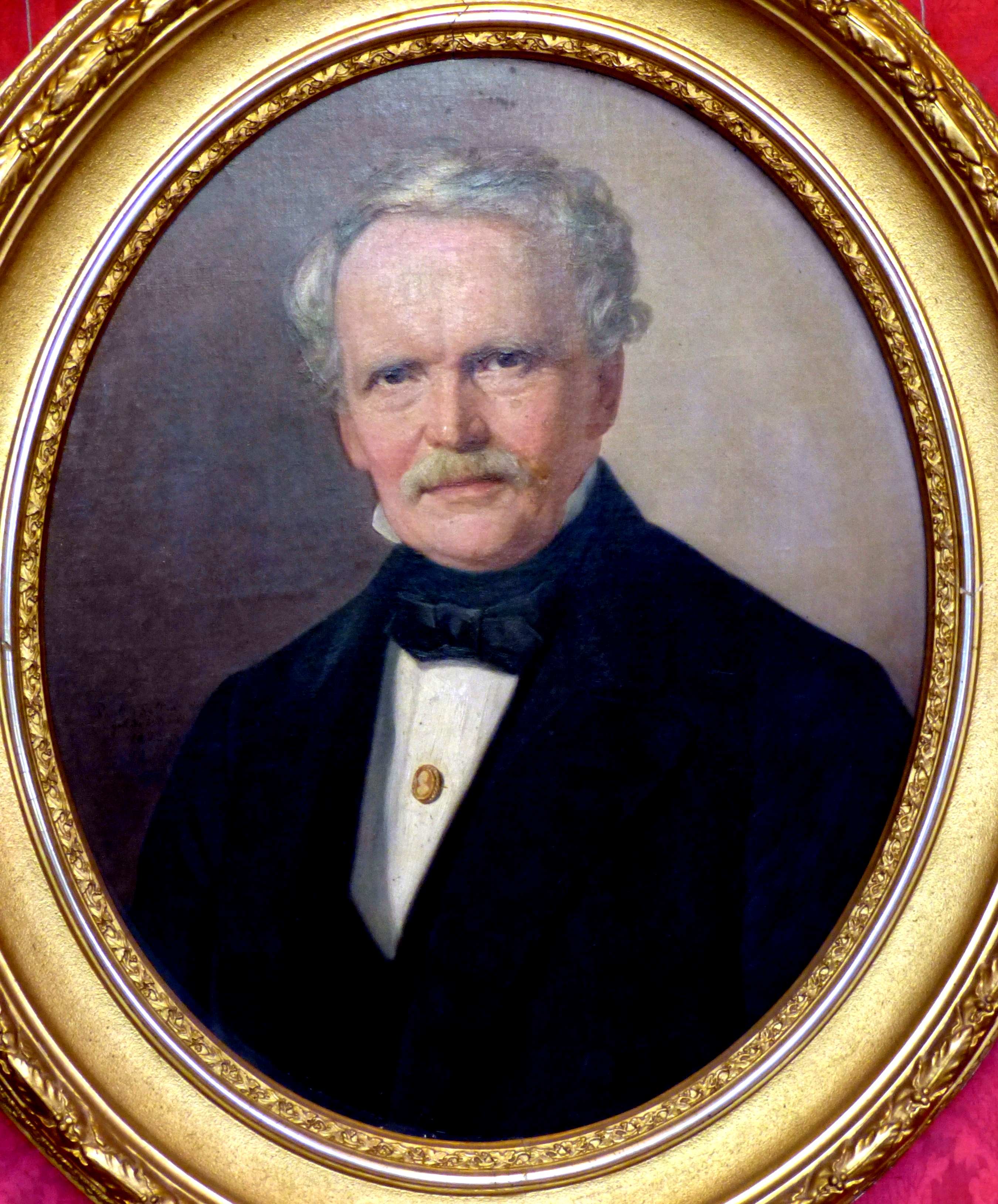
Georg Adolf Demmler 1873

Georg Adolph Demmler, Hofbaurat in Schwerin
- 1823 legte der 19-jährige von der Berliner Bauakademie kommende und spätere Schweriner Schlossbaumeister Georg Adolph Demmler seine ersten Entwürfe für den Bau eines neuen Glockenturmes an der Dobbertiner Klosterkirche vor.[2]
- 1825, 9. Februar erhielt Demmler den Auftrag zum Turmbau unter Anlehnung von Schinkels Entwürfen zur Friedrich Werderschen Kirche in Berlin.[3] Dazu war Provisor Hans Dietrich von Blücher bei Schinkel in Berlin.[4]
- 1829 wurde mit dem Turmbau begonnen und 1837 vollendet. (Gedenkplatte im Turm)
- 1839 der weitere äußere Umbau der Klosterkirche wird nach den von Demmler im Mai 1839 im Kloster Dobbertin beim Klosterhauptmann Carl Peter Baron von Le Fort vorgelegten Zeichnungen genehmigt.[5][6]
- 1840 mit dem Umbau der Kirche begonnen und 1851 in ihrem Äußeren völlig hergestellt.[7]

Heinrich Thormann, Architekt und Privatbaumeister in Wismar
- 1851 Bau eines massiven Postgebäudes mit Wohnung für den Postmeister nebst Postlocal und für eine Prediger-Witwe in Dobbertin.[8]
- 1852, 10. November Bauzeichnung einer Scheune in Neuhof bei Dobbertin.
- 1852 Thormann erhält den Vorzug zum inneren Kirchenumbau vor Friedrich August Stüler.[9]
- 1853 Kontrakt auf vier Jahre mit dem Klosteramt abgeschlossen.[10]
- 1854 Beginn der inneren Kirchenrestauration.[11]
- 1854 Reparaturen und Restaurierungsarbeiten im Amtshaus des Klosterhauptmanns.[12]
- 1857, 11. Oktober feierliche Wiedereinweihung der Klosterkirche.[13][14][15]

Theodor Krüger, Hofbaurat, Leiter der mecklenburgischen Kirchenbauten in Schwerin
- 1854–1857 Mitwirkung am inneren Kirchenumbau, Entwürfe zur Kanzel, zu den Vierpässen der vier seitlichen Chorfenster und zum neugotischen Flügelaltar mit Altartisch.
- 1863 neues Gutshaus in Mestlin entworfen und 1863 vollendet.[17]
- 1866 Anschlag und Risse für den Neubau eines Hauses mit zwei Damenwohnungen auf zwei Etagen und Keller.(Haus II.)[18] Baubeginn mit Verzögerungen durch schwierige Bodenverhältnisse, 1867 das neue Damenhaus unter Dach gebracht worden sei, erst 1869 vollendet.[19]

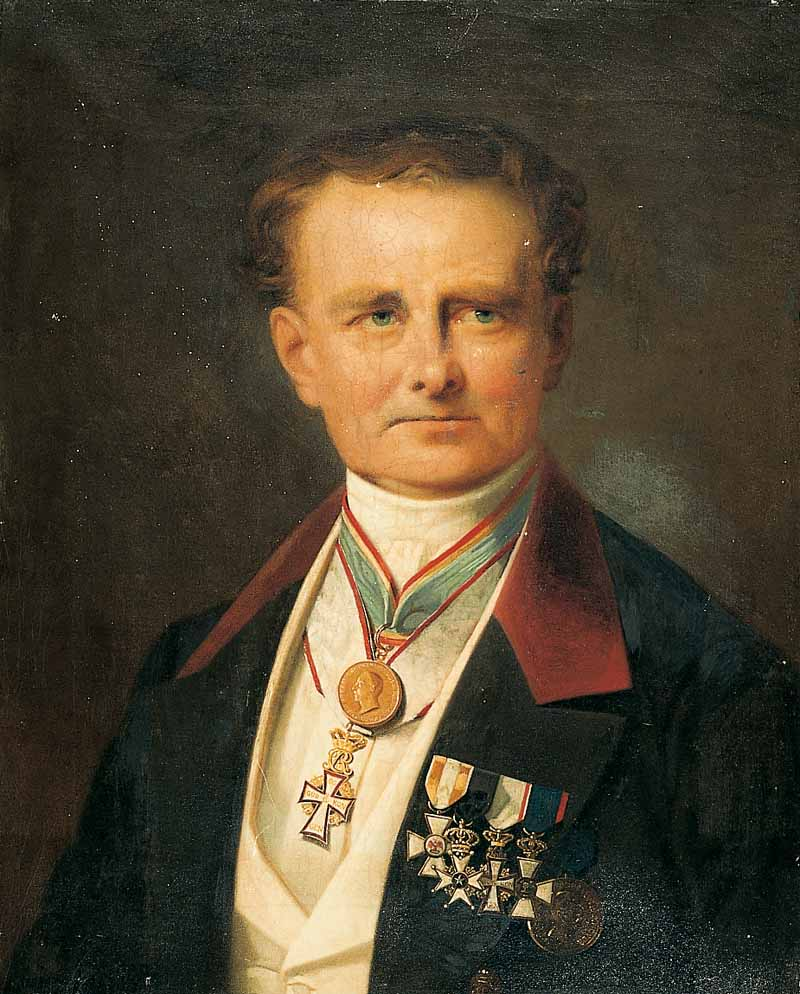
Georg Christian Friedrich Lisch 1865 mit Orden

Georg Christian Friedrich Lisch, Geheimer Archivrat, Konservator für Denkmalpflege in Schwerin
- 1842 auf Vorschlag von Archivarius Lisch wurden die hölzernen, auf dem Kirchenboden der Klosterkirche sich befindenden Figuren von Heiligen[20] in das Staatliche Museum Schwerin gebracht.[21]
- 1852 Kontaktaufnahme mit Lisch zur fachlichen Mitwirkung und restauratorischer Betreuung beim inneren Kirchenumbau.[22]
- 1854 bis 1857 vielfältige baufachliche und künstlerische Betreuung, Auswahl der Künstler, Begutachtung der Entwürfe und Betreuung bis zu deren Fertigstellung.[23][24]
- 1857 konservatorische Aufarbeitung und Sicherung des spätmittelalterlichen um 1520 gestickten Kaselkreuzes.[25]

Gustav Willgohs, Dobbertiner Bildhauer in Berlin

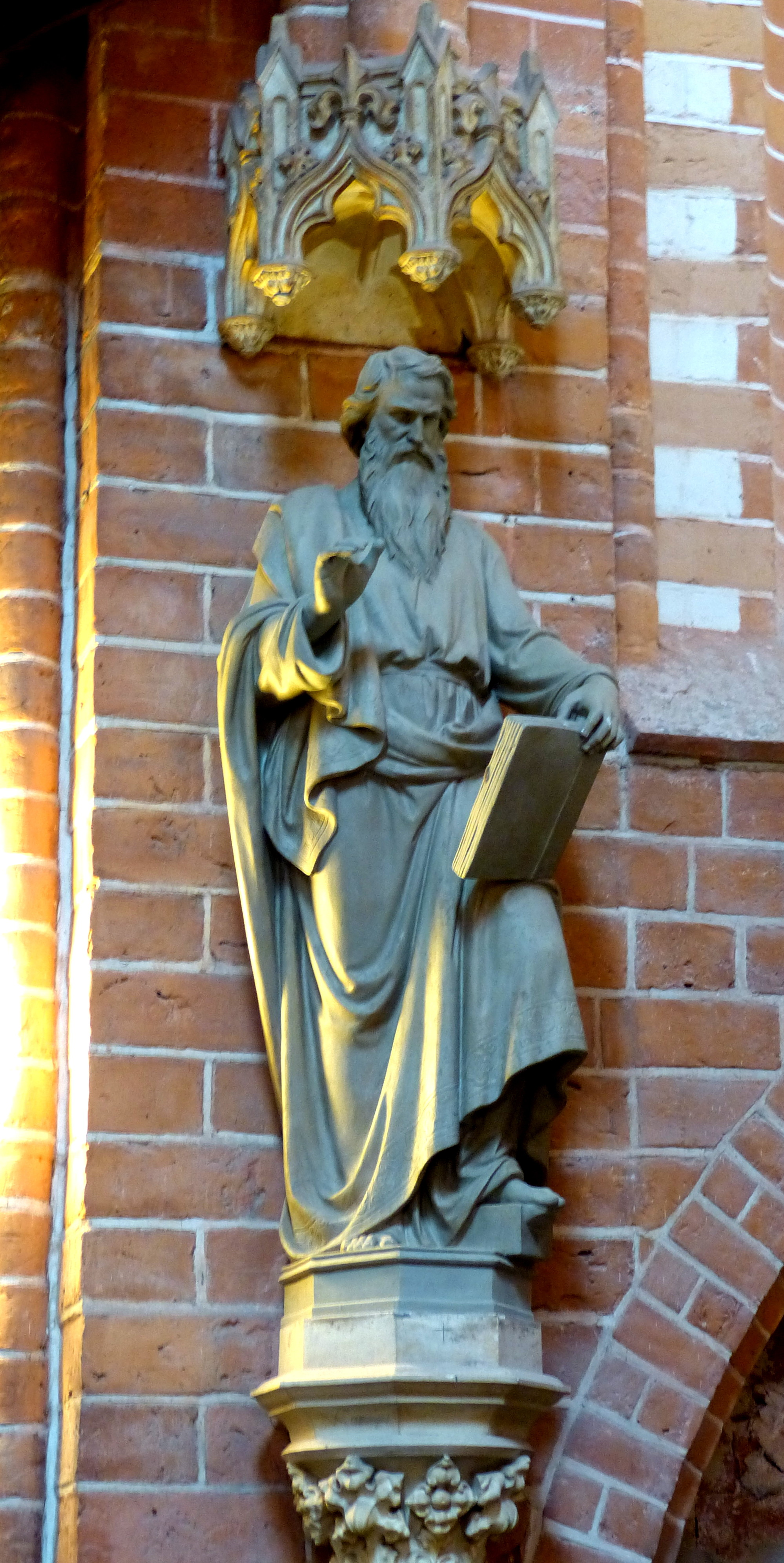
Evangelist Matthäus (2014)

- 1855 Entwürfe zu den vier Kanzelfiguren in den Bogenfeldern Moses, Jesaja, Paulus und Johannes an der Kanzel in der Klosterkirche.[28][29]
- 1856 Entwürfe und Modellierung der vier 1,19 m hohen Evangelisten Matthäus, Markus, Lukas und Johannes aus Gips auf den Stelen im Chor der Klosterkirche.[30]

Gaston Lenthe, Hofmaler in Schwerin
- 1854, Friedrich Lisch empfahl am 30. Dezember 1854 dem Dobbertiner Klosterhauptmann Freiherr Julius von Maltzan das Altarbild in der Kirche auch von Lenthe malen zu lassen, da dieser der einzige Maler im Lande in kirchlicher Kunst ist.[31]
- 1855, im Januar lagen erste Entwürfe mit einer Kreuzigungsszene zum Flügelaltar vor und die zu den fünf Buntglasfenster im Chor folgten.[32]
- 1855 der Entwurf für das mittlere Chorfenster auf Karton mit der Auferstehung und Himmelfahrt Christi, im Staatlichen Museum zu Schwerin aufbewahrt und durch Gillmeister ausgeführt, zählt zu seinen herausragenden Werken.[33]

- 1857, die drei Altarbilder waren bis zum 16. Juni gemalt worden, doch der aufwändige Schrein nach einem Entwurf von Theodor Krüger wurde durch schwere Erkrankung des Schweriners Tischler Christiansen bis zur Neueinweihung der Klosterkirche nicht fertig.[34][35]

Ernst Gillmeister, Porzellan- und Glasmaler in Schwerin
- 1857 mittleres Chorfenster mit Christi Himmelfahrt in der Dobbertiner Klosterkirche nach Entwurf von Lenthe.[36]
- 1863 Auftrag für die vier seitlichen Chorfenster in der Klosterkirche nach Entwürfen von Stever.[37]
- 1864 Fenster s II mit Petrus und Paulus abgeliefert und Glückliche eingesetzt.[38]
- 1866 die beiden letzten Fenster Fenster s III mit Augustinus und Luther sowie n III mit Abraham und Moses abgeliefert, eingesetzt und als vollkommen gelungen bezeichnet werden könnten.[39][40]

Gustav Stever, Kirchen- und Historienmaler in Düsseldorf
- 1860, 25. Juli heiratete Gustav Stever in der Dobbertiner Klosterkirche Anna Helene Albertine von Sprewitz aus Rostock.[41]
- 1862 Auftrag durch den Klosterhauptmann Julius von Maltzan für Entwürfe zur Predella des Altars und den vier seitlichen Chorfenster in der Klosterkirche.[42]
- 1864 Abendmahl in der Predella unterhalb des Altarschreins.
- 1864 Entwürfe für die Glasmalereien der vier Seitenfenster im Chor der Klosterkirche mit Einzelfiguren aus dem Neuen Testament s II Petrus und Paulus[43] und s III Augustinus und Luther und mit Gestalten aus dem Alten Testament n II David und Elias[44] und n III Abraham und Moses.[45]

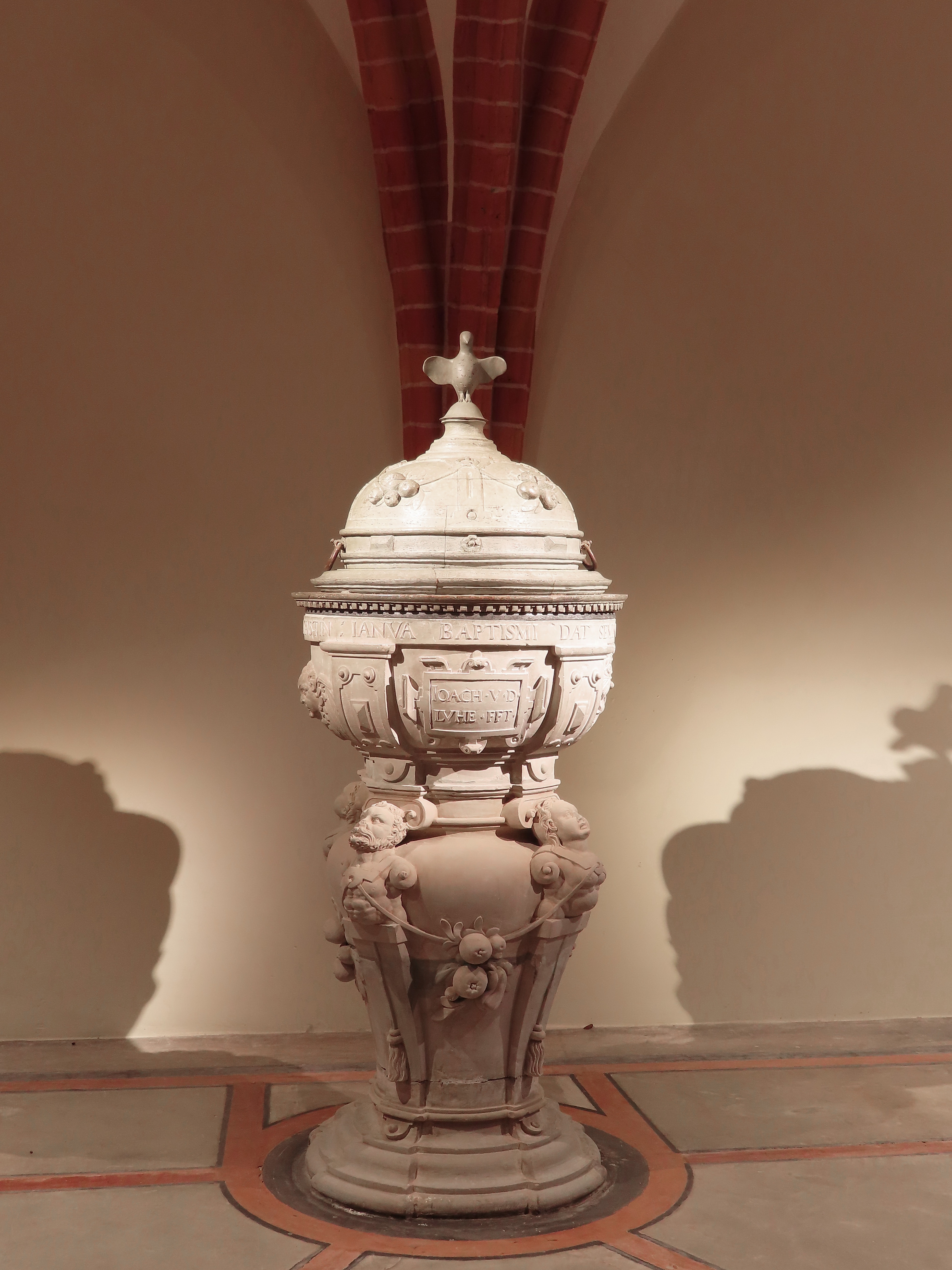
Sandsteinfünte von 1586 (2020)

Philipp Brandin, niederländischer Architekt, Baumeister und Bildhauer
- 1586 Sandsteintaufe in Vasenform mit geschnitztem Eichendeckel. Gestiftet vom Geheimrat, Hofmarschall und Klosterhauptmann Joachim von der Lühe.[46][47]
- im März 2020 erhielt die gereinigte Tauffünte ihren geschnitzten und restaurierten Eichendeckel mit einer neu geschnitzten Taube zurück.[48]

Ernst Sauer, Orgelbauer aus Friedland (Mecklenburg)
- 1854 Auftrag zur Einholung eines Angebotes vom Orgelbauer Ernst Sauer zum Bau einer neuen Orgel in der Dobbertiner Klosterkirche mit dem Klosterhauptmann Johann Carl Peter Baron von Le Fort auf Boek.[49][50]
- 1855 ein Vertrag zur Lieferung und Aufstellung einer neuen Orgel bis Ostern 1857 wurde mit dem Orgelbauer Sauer abgeschlossen.[51]
- 1857 nach Revision der neuen Orgel durch den Doberaner Orgelbauer Heinrich Rasche fand die Orgelweihe in Anwesenheit aller Prediger der klösterlichen Patronatskirchen am 11. Oktober 1857 zur Wiedereinweihung der Klosterkirche statt. An der neuen Sauer-Orgel spielte der Schweriner Staats-Telegraphist Johann Burmeister.[52]
- 1858 baute Sauer eine kleine Orgel zum Unterricht der Schullehrer und Zöglinge sowie die im Dobbertiner Schullehrer-Seminar auszubildenden Lehrer für die Dorfschulen im Klosteramt.[53]
- 1859 ... ständig schwebende Verhandlungen mit dem Orgelbauer Sauer zu Friedland wegen mancherlei Mängel und darin aber neue und nicht bewährte Erfindungen angebracht. Auch nach einer Revision durch Kunstsachverständige wollte Sauer die ungünstigen Resultate und gerügten Mängel nicht eingestehen. Sauer sollte die Mängel gründlich verbessern und 5 Jahre lang unentgeltlich in gangbaren Stand halten.[54]
- 1893 nach jährlich ständigen Reparaturen durch Sauer an der Orgel erfolgte nun ein Neubau durch die Orgelbauanstalt Schlag & Söhne.[55]

Georg Daniel, Architekt, Geheimer Oberbaurat in Schwerin

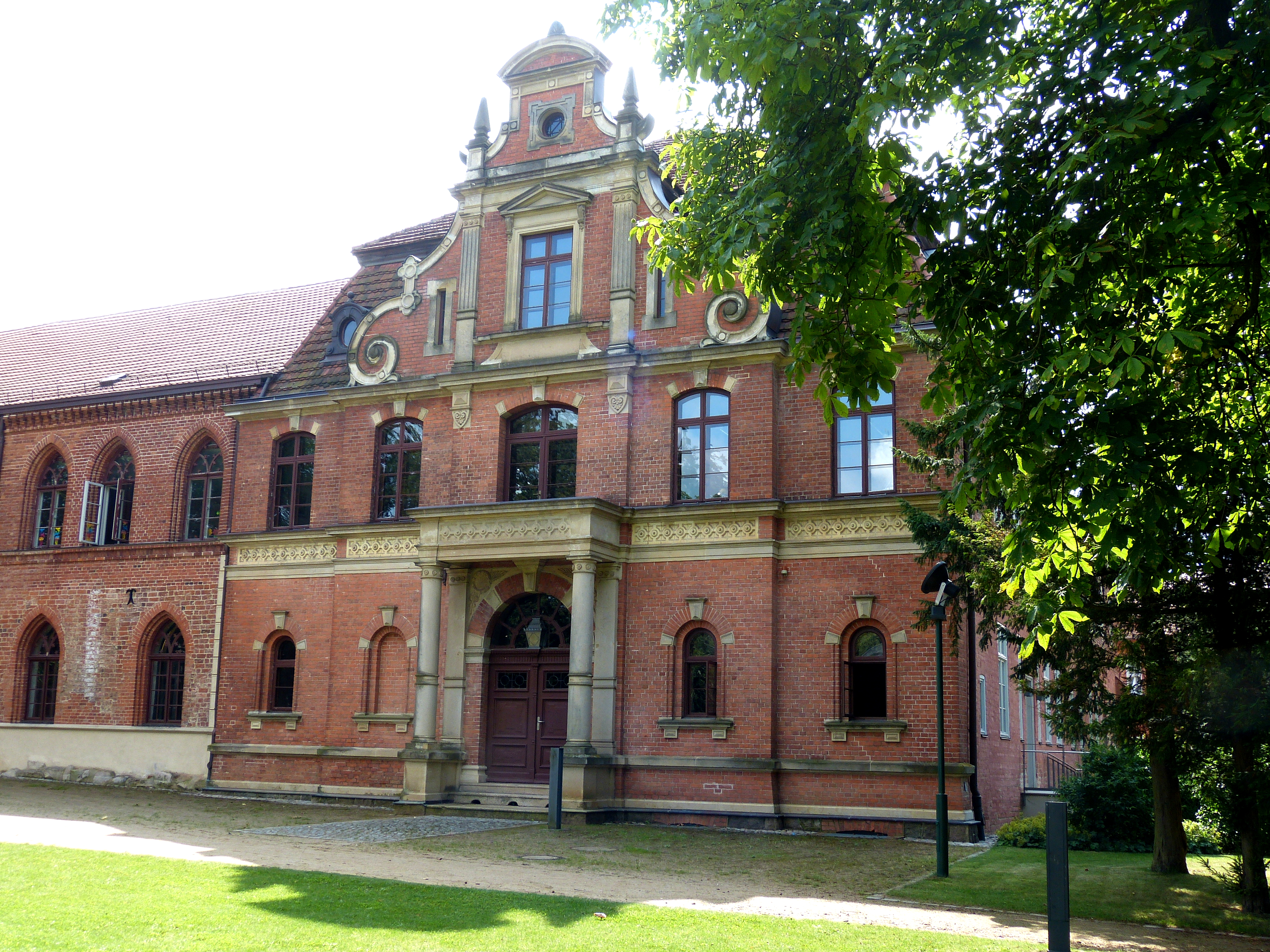
Giebel 1870 vom Dominahaus (2014)

- 1884 Zeichnungen, Risse und Anschläge für die anzubauende Domina-Wohnung mit dem sog. Dominagiebel vorgelegt.[56]
- 1885 mit dem Durchbau begonnen, Schmuckgiebel gleicht stilistisch dem Giebel am Herrenhaus in Bernstorf, der 1870 entstand.[57][58]
- 1886 Frau Domina von Schack hat das Haus bezogen.
- 1892 Orgel von Sauer in der Klosterkirche wird durch Oberbaurat Daniel bemängelt.[59]

Gotthilf Ludwig Möckel, Architekt, Landbaumeister in Bad Doberan
- 1872 bis 1874 innere Restaurierung der Dorfkirche Lohmen.[60]

Karl Christian Andreae, Historienmaler in Dresden
- 1872 nach der Entdeckung alter Wand- und Gewölbemalereien in der Dorfkirche Lohmen wurde Andreae mit der Wiederherstellung der Gemälde mit 111 Figuren beauftragt und hat diese bis 1873 ausgeführt.[61][62]
- 1873 Altargemälde mit Christus und Petrus im See Genezareth in der Dorfkirche Sietow.[63][64]

Heinrich Christoph Stüdemann, Kammeringenieur und Landvermesser aus Ruest
- Nach der Separation (Flurbereinigung) von 1832/33, der Vererbpachtung in den Klosterdörfern und mit dem Beginn des Chausseebaus in Mecklenburg erfolgte die weitere Vermessung des Dobbertiner Klostergebietes, besonders durch Heinrich Christoph Stüdemann[65][66] und Franz Mumm als beeidigter Feldvermesser.
- 1841 Plan von dem Kloster Dobbertin mit Umgebung.[67]

Gustav Hamann, Architekt, Baudistriktleiter im Amt Lübz und Wredenhagen sowie Geheimer Baurat in Schwerin
- 1880 Entwurf und Anschlag für den Anbau an der südöstlichen Ecke der Klausurgebäude im Kloster Dobbertin.[69]
- 1882 Anbau vollendet.[70][71]
- 1893 Neubau zweihischiger Katen (eingeschossiges Gebäude mit zwei Wohnungen) in Bossow.

Paul Dreyer, Baukondukteur und Landbaumeister in Lübz

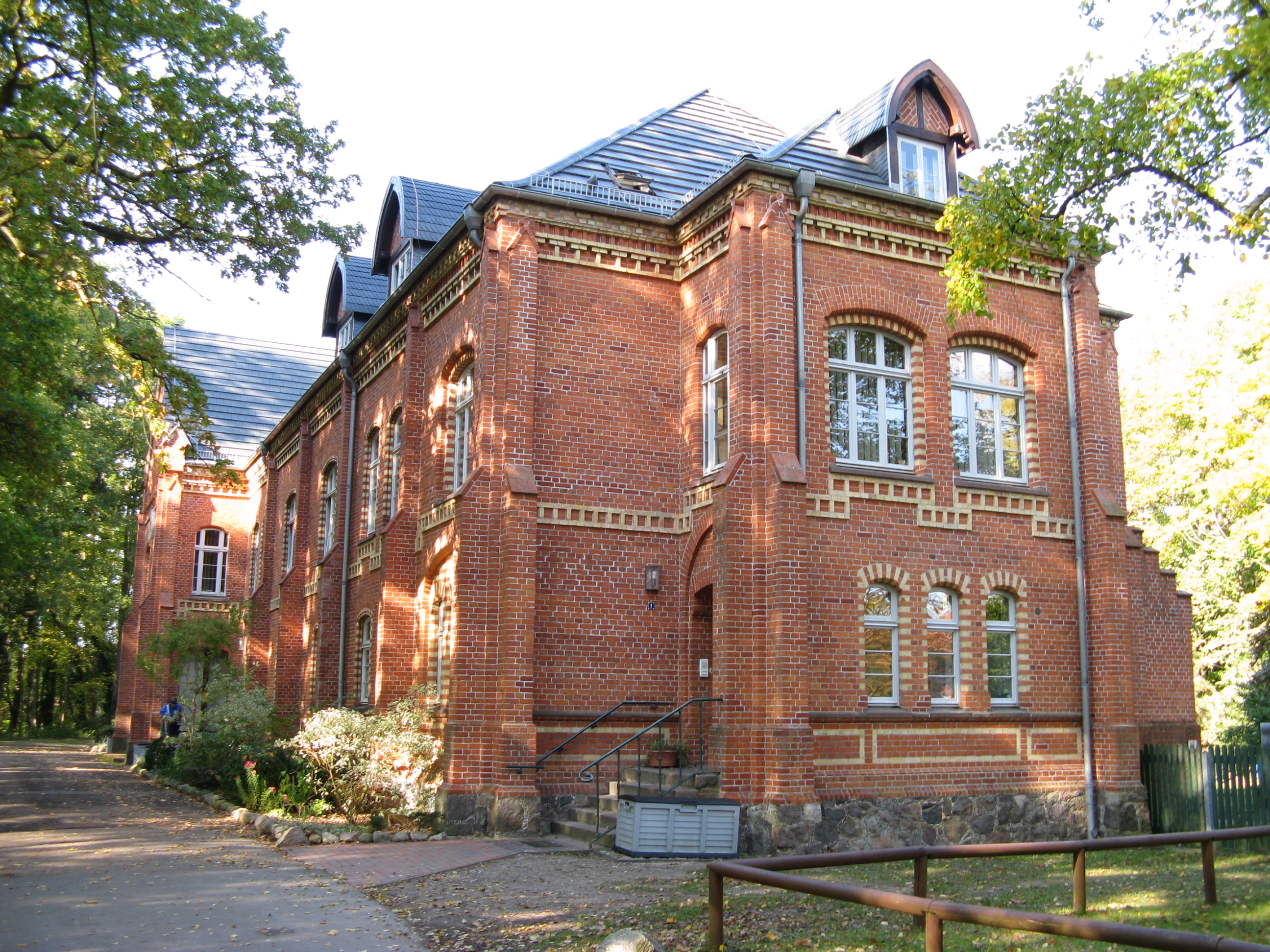
Damenhaus I. (2009)

- 1855 Stall in Lähnwitz und Groß Breesen.
- 1864 Wohnungsbesichtigungen mit Klosterhauptmann Julius von Maltzan und der Domina Hedwig von Quitzow im Kloster Dobbertin.
- 1875 Bau des Damenhauses für zwei Damen auf zwei Etagen (Haus VII.), wurde 1876 vollendet.[72][73]
- 1876 Neubau des Hauses mit drei Damenwohnungen (Haus I.) auf zwei Etagen,[74] wurde 1877 vollendet.[75]
- 1876 Neubau des Krankenhauses in Dobbertin,[76] um auch die sogenannten Correctionaire, teils gebrechliche alleinstehende Männer aber auch unverbesserliche Säufer, mit Unterstützung des Klosteramtes dort unterzubringen. Diese Individuen würden beim Krankenwärter in Kost gegeben. 1877 Hauptgebäude vollendet.[77]

Gustav Wilhelm Voss, Baukondukteur und Landbaumeister in Plau am See und Goldberg
- 1839 bis 1844 als Landbaumeister mit Baukondukteur Theodor Krüger mit der Projektierung und Restaurierung der Goldberger Stadtkirche beauftragt.[78]
- 1862 bis 1864 als Baurat Baubetreuung Haus X.

 Adolf Friedrich Lorenz, Architekt, Oberbaurat und Denkmalpfleger in Schwerin
- 1931 bis 1934 betreute er als Regierungsbaumeister von Lübz aus die denkmalpflegerischen Belange des Klosters Dobbertin.
- 1933 veranlasste Lorenz die Aufstellung der beiden ältesten an der Nordseite der Kirche liegenden Grabplatten in der Turmhalle der Klosterkirche, heute stehen diese im südlichen Kreuzgang der Klausur.[80]
- 1945–1954 Baupläne und Zeichnungen zu den Patronatskirchen Lohmen, Kirch Kogel, Mestlin, Ruchow und Woserin.[81]

Heinrich Wehmeyer, Architekt, Regierungs-Baurat, Baubeauftragter beim Oberkirchenrat in Schwerin
- 1926 bis 1950 für alle Bauangelegenheiten im Kloster Dobbertin zuständig, danach mit 71 Jahren Baubeauftragter beim Oberkirchenrat in Schwerin.[82]
- 1929 Zeichnung für Reparatur der Fialtürme an der Klosterkirche.[83]
- 1947 Kostenschätzung zu den Brandschäden vom 30./31. Oktober 1946 durch die sowjetischen Soldaten am südlichen Kirchturm und dem östlichen Klausurgebäude.[84]

R. Rudeloff, Baumeister in Güstrow
- 1856 Neubau eines Pächterhauses in Gerdshagen.[85]
- 1860 Kosten-Anschlag zum Entwurf eines Wohnhauses für drei Konventualinnen des Klosters Dobbertin.[86]
- 1862 Neubau des Hauses mit drei Damenwohnungen auf zwei Etagen (Haus X.),[87] Baurat Gustav Voss aus Schwerin und Wasserbaumeister Garthe aus Parchim wurden zu Rate gezogen, Ende 1864 vollendet.[88]

### Historische Quellen
- Mecklenburgische Jahrbücher (MJB)
- (Groß)Herzoglich Mecklenburg-Schwerinscher Staats-Kalender, Schwerin 1767–1918, Nr. 1 – 143.

### Ungedruckte Quellen

#### Landeshauptarchiv Schwerin (LHAS)
- LHAS 2.12-1/26 Hofsachen. VI. Hofverwaltung und Hofeinrichtungen, Kunstsammlungen, Angebote und Erwerbungen.
- LHAS 2.22-10 Mecklenburg-Schwerinsche Domanialämter. Kirchenbausachen, Bauten und Reparaturen an den geistlichen Gebäuden.
- LHAS 2.26-2 Hofmarschallamt Schwerin. Personenregister.
- LHAS 3.2-3/1 Landeskloster/Klosteramt Dobbertin.
- LHAS 3.2-4 Ritterschaftliche Brandversicherungsgesellschaft.
- LHAS 5.2-1 Großherzogliches Kabinett. Personenregister Teil III.
- LHAS 5.11-2 Landtagsversammlung, Landtagsverhandlungen, Landtagsprotokolle und Landtagsausschuß.
- LHAS 5.12-4/2 Mecklenburgisches Ministerium für Landwirtschaft, Domänen und Forsten.
- LHAS 5.12-5/1 Ministerium der Finanzen. II. Hochbau, A. Allgemeine Verwaltung, B. Bauwesen.
- LHAS 5.12-5/10 Zentralbauverwaltung. Verwaltung Staatsbauten 1851–1919.
- LHAS 5.12-5/11 Staatsbaudistrikt Schwerin. 1875–1919.
- LHAS 5.12-9/5 Landratsamt Parchim.
- LHAS 10.63-1 Verein für mecklenburgische Geschichte und Altertumskunde.
- LHAS 10.9-H/2 Nachlas Gustav Hamann.
- LHAS 10.9-L/6 Historienmaler Gustav Stever.
- LHAS 10.9-LA Nachlass Lorenz, Adolf Friedrich.
- LHAS 10.9-LA Personennachlass Lisch, Friedrich. Dörfer 1.1.2.10 Nr. 59 Notizen, Manuskripte, Druckvorschriften und Korrespondenz zur Geschichte der Kirche in Lohmen. Auch Briefe von Karl Andreae aus Dresden, Pastor Gustav Lierow aus Lohmen und dem Klosterhauptmann Graf von Bernstorff aus Dobbertin.
- LHAS 12.3-1 Hochbauamt. Großherzogliche Vermögensverwaltung, Bauabteilung.

#### Landesamt für Kultur und Denkmalpflege (LAKD)
- Baudenkmalpflege, Ortsakte Kloster Dobbertin, Bauhistorische Berichte.

#### Staatliches Museum Schwerin
- Kupferstichkabinett.

#### Landeskirchliches Archiv Schwerin (LKAS)
- LKAS, OKR Schwerin, Specialia, Ortsakten Dobbertin, Kirchenbücher.

#### Landeshauptstadt Schwerin
- Stadtarchiv Schwerin, Plansammlungen, Einwohner und Bürgerrecht 1856–1864.

#### Hansestadt Wismar
Archiv der Hansestadt Wismar
- AHW, Abt. III. Rep. 1 Aa Nr. 5924 Heinrich-Thormann-Stiftung.
- AHW, Abt. VIII. Rep. 1. B 1 Crull-Sammlung.
- AHW, Abt. VIII. Rep. 1 D g Städtisches Waisengericht, Testament- und Nachlaßsachen.

#### Universitätsbibliothek Rostock (UBR)
- Abteilung Sondersammlungen.

#### Stadtarchiv Rostock
- Plansammlung  Rostock St. Nikolaikirche.

#### Stadtarchiv Schwaan
- Plansammlung.